# 火炬木小组
是一部科幻电视剧，由拉塞尔·T·戴维斯创作，由约翰·巴洛曼与Eve Myles主演。主要讲述了虚构的火炬木研究院第三分部（位于卡迪夫）的故事。火炬木研究院主要工作是研究超自然现象和事物。 英国广播公司制作了第一季共13集，作为英国长寿科幻电视剧《神秘博士》的衍生剧。两部电视剧之间有着密切的联系。2006年12月12日，英国广播公司宣布，他们正在制作第二季的《火炬木小组》。这部科幻剧由英国广播公司威尔士分公司制作，其电视剧组组长Julie Gardner同戴维斯一起，作为该剧执行制片人。
2006年10月22日晚上9点整，《火炬木小组》首两集在BBC第三台和BBC HD上首次播出，其后每集都在都在周日晚上10点播出。同时，BBC第二台每周三晚上10点会重播一次。与老少皆宜的《神秘博士》不同的是，《火炬木小组》包含更多的成人内容。其第二季在2007年春季已经开拍，并且在2008年初在BBC第二台播出。

## 演员和制作人员

### 角色
| 演员               | 角色                                     | 岗位                   |
| ------------------ | ---------------------------------------- | ---------------------- |
| 约翰·巴洛曼        | 傑克·夏尼斯上校（Captain Jack Harkness） | 炬木机关第三分部的领袖 |
| 伊芙·邁爾斯        | 桂恩·庫珀（Gwen Cooper）                 | 警方联络               |
| 柏恩·高曼          | 奧文·哈珀（Dr. Owen Harper）             | 医生、副队长           |
| 森尚子             | 佐藤敏子（Toshiko Sato）                 | 电脑专家               |
| 加雷思·大衛-勞埃德 | 伊仁托·瓊斯（Ianto Jones）               | 一般支援               |

## 播出情况
第三季已经播出，副標題为《地球之子》。
第四季于2011年7月8号在Starz电视台首播，副標題为《奇迹日》。

### 国际播出情况

#### 華語地區
香港亚视国际台于2007年11月8日开始，逢星期四晚上10时至11时播放本剧。
台湾中华电信于2008年3月7日在其MOD平台上以HD格式播出，每天晚上11点首播。
中国大陆央视风云剧场频道于2011年3月29日至4月10日每晚19：30播出该剧第一、二季。

## 反响
作为英国长寿剧以及英国文化的代表作《神秘博士》的衍生剧集，《火炬木小组》开播后被媒体天花乱坠的宣传报道。它进入了英国流行文化，并且收到很多正负面的评价。人们尤其关注的是其分级为成人级，以及剧中人物性格塑造和性的描绘。《火炬木小组》起初赢得了收视率最高纪录，后来收视率有所下跌，但其不俗的收视率还是孕育了《火炬木小组》第二季。
2007年4月的威尔士电影电视艺术颁奖会上，《火炬木小组》打败了《神秘博士》，赢得了最佳电视剧奖。这个奖项由英国电影电视艺术学士院威尔士分部所授予，表彰在威尔士电影电视制作上所取得的成就。其中女主角Eve Myles获得最佳女演员奖，打败了《神秘博士》的女主角比莉·派佩。

## 主题
火炬木小组在其故事情节中探索了不少主题，特别是LGBT主题。许多角色都被描绘成非固定性取向，通过这些角色，该剧讨论了同性恋、双性恋的感情和苦恼。虽然情节中没有赤裸裸的讨论他们性取向的多变性，但是其中的角色Jack、Ianto以及Toshiko都在性取向上表现出多样性。
通过在主线剧情的描述以及人物身上的相似之处，本剧还探究了存在主义。

## 集數
最初一集故事〈万事皆变〉（Everything Changes）由拉塞尔·T·戴维斯创作，本集以新加入的關（Gwen）的问题和疑惑，引出了主要角色。这与《神秘博士》里引入角色的方法同出一辙。在高军加入后，第二集故事〈初到之日〉（Day One），紧跟着第一集播出，讲述一个气体的、吸收男人高潮能量的性爱怪物。。这个经典剧情在美国电视剧《The Outer Limits》中〈Caught in the Act〉一集中出现过，还有美国电视剧《夜行天使》的第二集〈Lonely Hearts〉的剧情。
整辑13集故事于2007年1月1日播完，其最后两集剧情连贯，讲述了一个故事。第12集〈杰克上校〉（Captain Jack Harkness），是一集爱情故事，场景设置在二战期间的英国，其情节的发展也自然地将故事推向第13集〈世界末日〉（End Of Days）。〈世界末日〉讲述了各种疾病和人，穿越时空，汇集于今时今日，尤其是在卡迪夫出现的更多。本集故事也为杰克上校回归《神秘博士》的〈乌托邦〉（Utopia）一集埋下伏笔。 《火炬木小组》第二季页包含13集故事，将会讲述一个任性的时间特工，一个一战时悲惨的时空错误（a tragic time-slip from World War One），以及一个记忆盗贼，他（她）揭露了整个小组遗忘已久的秘密。 
而第三季是以迷你剧的形式播出，共5集，名称订为《火炬木小组：地球之子》（Torchwood: Children of Earth），作为一个完整的故事，按照时程分集名称仅为「第一日」「第二日」直至「第五日」。
在20世纪60年代，一种名为「456」的外星生物造访地球，与当时的英国政府达成了以援助换取地球的孤儿的协议。四十多年过去了，当知情者逐渐澹忘了当年之事时，「456」再度来到了地球，并狮子大开口索要更多孩子，同时为杜悠悠之口，政府选择放弃火炬木小组，而非起而对抗「456」，使火炬木小组陷入前后皆敌的危险境地。
第四季總共十集，命為《火炬木小组：神蹟日》（Torchwood: Miracle Day）於2011年七月首播。世界的人突然不會死亡，無論受到多大傷害也不能死亡，因此人口激增做成世界混亂。同時間，原本擁有不死身的杰克上校卻變回平凡人，會受傷，會死亡。

## 商业化

### 杂志发行
泰坦杂志（Titan Magazines）开始提供《火炬木杂志》（Torchwood Magazine）的预定，该杂志预计会在2008年一月上市。据《泰坦杂志》的网站讲，《火炬木杂志》主要刊登一些采访，幕后花絮以及小说原作。

### DVD发行
第一季故事已经在英国发行，其DVD区码为2。
| DVD名称 | 发行日期                          |
| ------- | --------------------------------- |
| 第一季  | 第一部分 (1-5集): 2006年12月26日  |
| 第一季  | 第二部分 (6-9集): 2007年2月26日   |
| 第一季  | 第三部分 (10-13集): 2007年3月26日 |
| 第一季  | 全集 (1-13集): 2007年11月19日     |